# Castle Acre Castle

Castle Acre Castle er resterne af en middelaldermotte-and-baileyfæstning med omfattende jordvolde i byen Castle Acre i Norfolk i England. Det er et Scheduled Ancient Monument, og listed building af 1. grad.
Borgen blev grundlagt kort efter den normanniske erobring af England i 1066 af William de Warenne, den første jarl af Surrey, som den vigtigste ejendom på hans jorder i Norfolk. Den blev genopført i 1140'erne. Fæstningen lå strategisk placeret, hvor oldtidsvejen kendt som Peddars Way krydsede floden Nar. Vest for borgen lå en by, og hele bebyggelsen var befæstet. Borgen var vigtig for at kunne forsvare skibene, der sejlede til og fra byen.
På toppen af motten var der et beboelsestårn, og på baileyen nedenfor var der flere servicebygninger, lagerfaciliteter og værksteder. Der blev anlagt en ringmur omkring hele motten, og til en vis grad også omkring baileyen.
Borgen er ruin og bliver drevet af English Heritage sammen med  Castle Acre Bailey Gate og Castle Acre Priory.